# Okruglice
Okruglice ili germanizam knedle (od Knödl) su velike kuhane okruglice od krumpira ili kruha, napravljene bez kvasca. Dio su austrijske, njemačke, mađarske, hrvatske i češke kuhinje, i dolaze u brojnim različitim oblicima. Mogu biti izrađene od brašna, krumpira, starog kruha ili griz. U većini slučajeva se koristi kao prilog za prženo meso ili variva. Mogu se poslužiti i kao desert (na primjer punjene šljivama) ili u juhi.

## Vanjske poveznice
- Okruglice od kruha  Arhivirana inačica izvorne stranice od 21. rujna 2010. (Wayback Machine)
- Razni recepti okruglica